# Erythranthe sinoalba
Erythranthe sinoalba är en gyckelblomsväxtart som beskrevs av Guy L. Nesom. Erythranthe sinoalba ingår i släktet Erythranthe och familjen gyckelblomsväxter. Inga underarter finns listade i Catalogue of Life.